# Городское поселение рабочий посёлок Станционно-Ояшинский
Городско́е поселе́ние рабочий посёлок Станционно-Ояшинский — муниципальное образование в Мошковском районе Новосибирской области Российской Федерации.
Административный центр — рабочий посёлок Станционно-Ояшинский.

## История
Статус и границы городского поселения установлены Законом Новосибирской области от 2 июня 2004 года № 200-ОЗ «О статусе и границах муниципальных образований Новосибирской области».

## Население
| 2002  | 2010  | 2012  | 2013  | 2014  | 2015  | 2016  |
| ----- | ----- | ----- | ----- | ----- | ----- | ----- |
| 5488  | ↘5261 | ↗5286 | ↗5393 | ↗5580 | ↘5475 | ↗5527 |
| 2017  | 2018  | 2019  | 2020  | 2021  |       |       |
| ↗5548 | ↘5485 | ↘5415 | ↗5442 | ↘4663 |       |       |

## Состав городского поселения
| № | Населённый пункт     | Тип населённого пункта                  | Население |
| - | -------------------- | --------------------------------------- | --------- |
| 1 | Радуга               | посёлок                                 | ↘630      |
| 2 | Станционно-Ояшинский | рабочий посёлок, административный центр | ↘4178     |
| 3 | Тасино               | населённый пункт                        | →56       |